# The Road Goes On Forever
The Road Goes On Forever ist ein Kompilationsalbum der Allman Brothers Band, es erschien 1975 bei Capricorn Records.

## Hintergrund
Ursprünglich als Doppel-LP veröffentlicht, enthält The Road Goes On Forever Lieder von den bereits erschienenen Alben The Allman Brothers Band, Idlewild South, At Fillmore East, Eat a Peach und Brothers and Sisters. Die Live-Version von One Way Out war bisher nicht veröffentlicht. Die von Mercury Records 2001 herausgegebene Expanded Edition enthält zusätzlich noch Lieder von Win, Lose or Draw, Wipe the Windows, Check the Oil, Dollar Gas und das nach der ersten Reunion der Band entstandene Enlightened Rogues.

## Titelliste
1. Black Hearted Woman (Gregg Allman) – 5:08
2. Dreams (Gregg Allman) – 7:18
3. Whipping Post (Gregg Allman) – 5:17
4. Midnight Rider (Gregg Allman, Robert Payne) – 3:00
5. Statesboro Blues (Live) (Blind Willie McTell) – 4:08
6. Stormy Monday (Live) (T-Bone Walker) – 8:31
7. Hoochie Coochie Man (Willie Dixon) – 4:54
8. Stand Back (Gregg Allman, Berry Oakley) – 3:25
9. One Way Out (Live) (Elmore James, Marshall Sehorn, Sonny Boy Williamson II) – 4:58
10. Blue Sky (Dickey Betts) – 5:10
11. Hot 'Lanta (Live) (Duane Allman, Gregg Allman, Dickey Betts, Berry Oakley, Butch Trucks, Jai Johanny Johanson) – 5:10
12. Ain't Wastin' Time No More (Gregg Allman) – 3:40
13. Melissa (Gregg Allman, Steve Alaimo) – 3:05
14. Wasted Words (Gregg Allman) – 4:19
15. Jessica (Dickey Betts) – 7:02
16. Ramblin' Man (Dickey Betts) – 4:47
17. Little Martha (Duane Allman) – 2:08

## Rezeption
Thomas Erlewine schrieb auf Allmusic, dass das Album für Fans, die eine umfassende Sammlung wollten, eine exzellente Wahl wäre. Es bekam in der Wertung viereinhalb von fünf Sternen. Der Musikjournalist Robert Christgau schrieb, wenn man nur ein Album der Band bräuchte, so wäre dieses die richtige Wahl. Er bewertete die Aufnahmen mit einem A-.